# Штаб сухопутних Сил Самооборони Японії

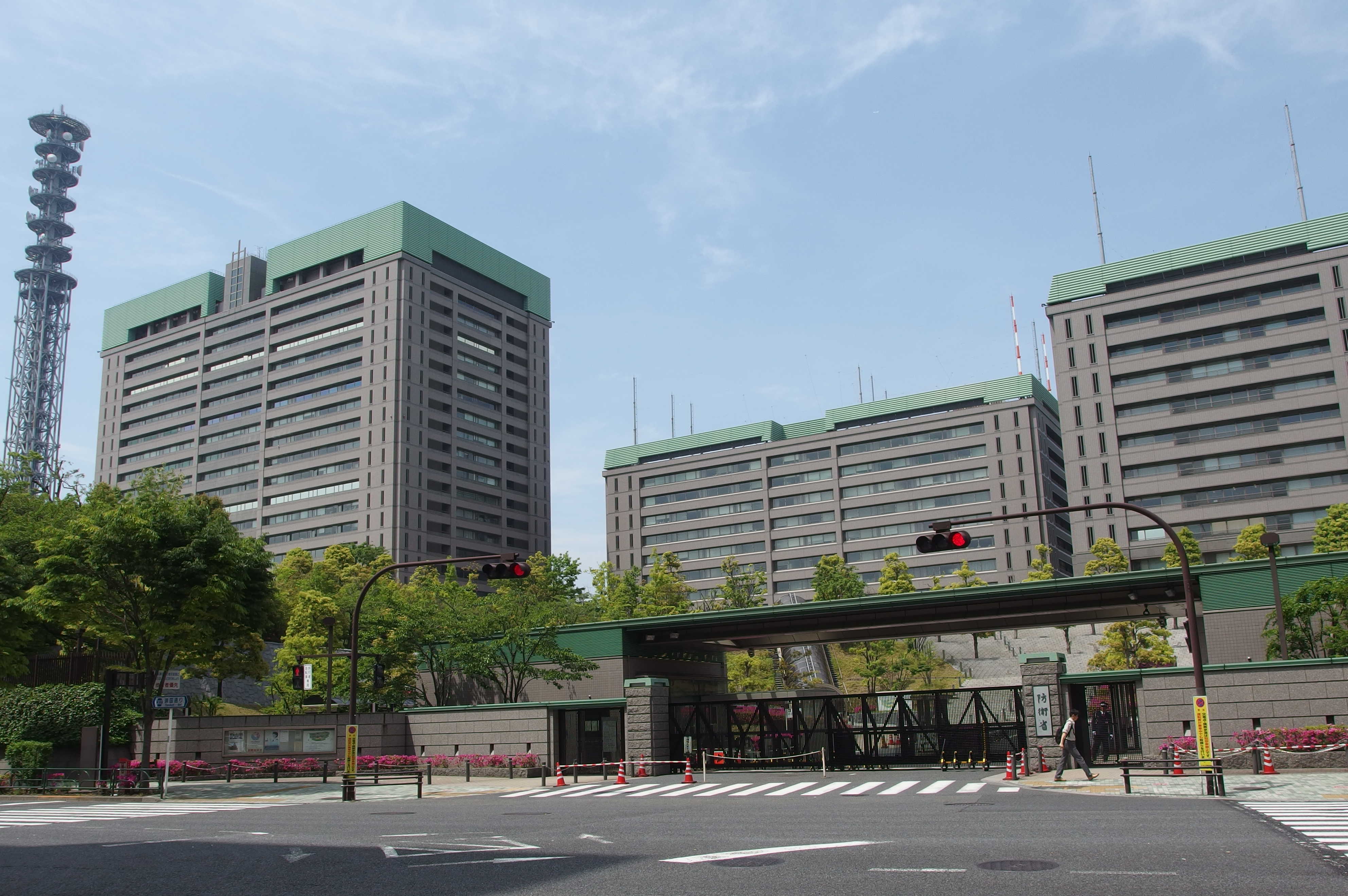
Корпус А (ліворуч) Міністерства оборони, в якому знаходиться Штаб сухопутних Сил Самооборони.

Прапор голови штабу.

Штаб сухопутних Сил Самооборони　(яп. 陸上幕僚監部, りくじょうばくりょうかんぶ, рікудзьо бакурьо канбу; англ. Ground Staff Office, GSO) — генеральний штаб сухопутних Сил Самооборони Японії. Особливий орган Міністерства оборони. Скорочена назва — Штаб армії (яп. 陸幕, りくばく, рікубаку).

## Створення
Створений 1 липня 1954 року для командування сухопутними Сил Самооборони. 

## Законодавчий статус
Організація, структура, права і обов'язки Об'єднаного штабу регулюються Законом Японії про заснування Міністерства оборони. 

## Керівництво
Очолюється Головою штабу сухопутних Сил Самооборони (яп. 陸上幕僚長, りくじょうばくりょうちょう, рікудзьо бакурьо-тьо; англ. Chief of Staff, Ground Self-Defense Force).

## Попередники
- 1878 — 1945: Генеральний штаб армії Японії.
- 1952 — 1954: Перший штаб Управління безпеки Японії (яп. 第一幕僚監部, だいいちばくりょうかんぶ, дай-іті бакурьо канбу; англ. First Staff Office).